# 河南寨镇
河南寨镇是中国北京市密云区下辖的一个镇，位于区境南部，密顺公路穿镇而过。京哈高铁京沈段经过该镇，并在宁村设密云站。

## 历史
1994年11月，河南寨乡改为河南寨镇。

## 行政区划
河南寨镇下辖以下居委会及村委会：
新北区社区、新中区社区、新西区社区、平头村、前金沟村、金沟村、两河村、沙坞村、赶河厂村、新兴村、莲花瓣村、钓鱼台村、南单家庄村、台上村、下屯村、南金沟屯村、荆栗园村、团结村、中庄村、套里村、芦古庄村、北金沟屯村、河南寨村、北单家庄村、宁村、圣水头村、东套里村、东鱼家台村、陈各庄村、提辖庄村和山口庄村。